# Rundvingad styltlus
Rundvingad styltlus (Psyllipsocus ramburii) är en insektsart som beskrevs av Edmond de Sélys Longchamps 1872. Rundvingad styltlus ingår i släktet Psyllipsocus och familjen styltstövlöss. Arten är reproducerande i Sverige. Inga underarter finns listade i Catalogue of Life.